# Jean-Marie Triffaux
 (juillet 2024).
 (janvier 2024).
Il peut être nécessaire de l'améliorer pour respecter le principe de neutralité de point de vue. Veuillez consulter la page de discussion pour plus de détails.

Jean-Marie Triffaux, né à Arlon le 13 octobre 1962, est un enseignant, écrivain, homme politique et historien belge.

## Biographie
Fils du journaliste Gaston Triffaux, il est licencié en histoire de l'Université libre de Bruxelles (1985) et devient professeur dans l'enseignement de la Communauté française de Belgique, d'abord à l'Athénée royal d'Arlon, puis à l'Institut technique Etienne Lenoir d'Arlon.  
Il est administrateur-délégué puis secrétaire-conservateur de l'Institut archéologique du Luxembourg (belge) à Arlon de 1997 à 2015. Il est membre de l'Académie luxembourgeoise (belge).  
Historien, il est l'auteur de nombreux ouvrages et articles sur l'histoire d'Arlon et du Pays d'Arlon, sur la situation linguistique du Pays d'Arlon, sur la Gaume (partie romane de la Lorraine belge) et sur la province de Luxembourg dans son ensemble. De 1980 à 2000, il est correspondant de presse dans plusieurs quotidiens (l'Avenir du Luxembourg et le Soir) ainsi qu'à l'hebdomadaire Arlon-Carrefour. En 2009, il contribue à la création du festival « Les Aralunaires », événement associant la musique au patrimoine, qu'il préside jusqu'en 2020.
Membre du Parti Socialiste, il siège au conseil communal d'Arlon à partir d'octobre 2000. En 2005-2006, il succède à Brigitte Debry comme échevin des Affaires sociales, du Logement et de la Petite Enfance dans le Collège communal présidé par le bourgmestre Guy Larcier. De 2007 à 2018, il est échevin des Affaires économiques, de l'Enseignement, de la Jeunesse, de la Petite Enfance, de la Toponymie et de l'Information dans les Collèges communaux présidés par les bourgmestres Raymond Biren (2007-2012) et Vincent Magnus (2013-2018). Cette période est marquée par la modernisation des musées d'Arlon (musée Gaspar et musée archéologique), la construction de nouvelles écoles (notamment à Waltzing, Barnich-Sterpenich, Fouches) et de nouvelles crèches. Il combat fermement le projet de déménagement de l'hôpital d'Arlon vers l'Ardenne. Un changement d'alliance le conduit dans l'opposition où il siège en tant que chef du groupe Pour Vous (liste de gauche non apparentée).   

## Distinctions obtenues
- Prix Suzanne Tassier 1986, pour le meilleur mémoire de (2e) licence obtenu à l'ULB en histoire contemporaine.

## Publications (aperçu)
- La libération d'Arlon, Arlon, 1984.
- La minorité germanophone de la province de Luxembourg aux XIXe et XXe siècles, Bruxelles, 1985.
- Les 100 ans de la clinique-maternité Saint-Joseph d'Arlon, Arlon, 1990.
- Jean-Marie Gaspar et Edouard Straus, le maître et son disciple, Arlon, 1991.
- Le Deutscher Sprachverein in Arel , Cahiers du CREHSGM, Bruxelles, 1991.
- Arlon 1939-1945, de la mobilisation à la répression, Arlon, 1994.
- Le Palais provincial d'Arlon, Bruxelles, 1995.
- La rivalité entre Arlon, Neufchâteau et Saint-Hubert pour l'obtention du siège de l'administration provinciale et des arrondissements judiciaires en 1839, in Annales IAL 126-127, Arlon, 1995-1996.
- Arlon à la Belle Epoque 1899-1914, Arlon, 1997.
- Les 75 ans de la Maison Arlonaise, Arlon, 1997.
- Le centenaire de l'hôtel de ville d'Arlon, Arlon, 1997.
- Le Pays d'Arlon et la Gaume au fil du XXe siècle, Arlon, 1999.
- Province de Luxembourg, Arlon, 2000.
- Combats pour la langue dans le Pays d'Arlon, une minorité oubliée ?, Arlon, 2002.
- Visite de LL. AA. RR. le grand-duc et la grande-duchesse de Luxembourg au Musée Luxembourgeois le 20 octobre 2004, in Bulletin trimestriel IAL 81 n°1/2, Arlon, 2005.
- A Arlon, la maison du sculpteur Jean-Marie Gaspar transformée en musée, in Bulletin trimestriel IAL 81 n°1/2, Arlon, 2005.
- Les sculptures de Jean-Marie Gaspar (1861-1931) dans le paysage arlonais, in Bulletin trimestriel IAL 81 n°1/2, Arlon, 2005.
- La Communauté juive d'Arlon durant la Seconde Guerre mondiale, in Bulletin trimestriel IAL 81 n°3/4, Arlon, 2005.
- La construction de la nouvelle église Saint-Martin : une volonté royale ?, in Bulletin trimestriel IAL 83 n°3/4, Arlon, 2007.
- Virton et la Gaume 1914-16, Journal de guerre de Nestor Outer, Arlon, 2007.
- Les comtes de Provence et d'Artois, frères de Louis XVI, réfugiés à Arlon en même temps que Goethe, in Annales IAL 138-139, Arlon, 2007-2008.
- L'inauguration du Grand Luxembourg en 1858, in Bulletin trimestriel IAL 84 n°3/4, Arlon, 2008.
- Le massacre des habitants de Rossignol à la gare d'Arlon en 1914, in Bulletin trimestriel IAL 84 n°3/4, Arlon, 2008.
- Les ponts du chemin de fer, objectifs stratégiques pendant la Deuxième Guerre mondiale, in Bulletin trimestriel IAL 84 n°3/4, Arlon, 2008.
- Virton et la Gaume 1917-18, Journal de guerre de Nestor Outer, Arlon, 2009.
- Mathias Zender et Paul Breyer, in Bulletin trimestriel IAL 87 n°4, Arlon, 2011.
- La présence attestée de Franklin Delano Roosevelt à Arlon début 1919, in Bulletin trimestriel IAL 88 n°1/2, Arlon, 2012.
- Le Dr Jean-L. Hollenfeltz au cours de la Deuxième Guerre mondiale, in Bulletin trimestriel IAL 89 n°1/2, Arlon, 2013.
- Les frères Omer et Augustin Habaru, journalistes, écrivains et résistants, in Cahiers de l'Académie luxembourgeoise 31, Arlon, 2019.